# Орден «За заслуги перед Республикой Дагестан»
Орден «За заслуги перед Республикой Дагестан» — высшая награда Республики Дагестан, учреждённая 11 марта 2008 года Президентом Республики Дагестан М. Алиевым, в соответствии с Законом Республики Дагестан от 11 марта 2008 года № 13 «О внесении изменений в Закон о государственных наградах Республики Дагестан».

## Правила награждения
Орден «За заслуги перед Республикой Дагестан» предназначен для награждения граждан за особо выдающиеся заслуги, связанные с укреплением республики Дагестан, социально-экономическим развитием республики, научно-исследовательской деятельностью, развитием культуры и искусства, выдающимися спортивными достижениями, укреплением мира, дружбы и сотрудничества между народами.

## Описание ордена
Орден «За заслуги перед Республикой Дагестан» изготавливается из серебра с позолотой, представляет собой серебряную четырнадцатилучевую звезду с чередующимися остроугольными и тупоугольными лучами, выполненными в виде сияния. По краям звезда имеет выпуклую кайму в виде бортика, покрытую зернью. В центре звезды — круглый серебряный медальон с рельефным позолоченным изображением Государственного герба Республики Дагестан. По окружности медальона — покрытая красной эмалью кайма. По кайме надпись позолоченными прямыми рельефными буквами: «ЧЕСТЬ, ДОСТОИНСТВО И СЛАВА». В нижней части каймы — позолоченные перекрещивающиеся лавровые ветви, перевитые у основания лентой.

На оборотной стороне знака ордена надпись в пять строк, выполненная прямыми рельефными буквами: «ЗА ЗАСЛУГИ ПЕРЕД РЕСПУБЛИКОЙ ДАГЕСТАН».
Диаметр звезды — 40 мм.

Знак ордена при помощи ушка и кольца соединяется с прямоугольной серебристой колодкой, обтянутой шелковой муаровой лентой из трех равновеликих полос цветов Государственного флага Республики Дагестан — зелёного, синего и красного.

Ширина ленты — 24 мм.

В нижней части колодки — позолоченные перекрещивающиеся лавровые ветви, перевитые у основания лентой. Высота колодки — 35 мм.
Автор ордена — Народный художник Российской Федерации Газимагомедов Гамзат Газимагомедович.

## Награждённые
- Алиева, Фазу Гамзатовна — кавалер ордена № 1
- Алиев, Рамазан Магомедович (2016)[4]
- Ахмедов, Магомед Ахмедович (2015)[5]
- Алиев, Хабибула Омарович (2011)[6]
- Абдулмуслимов, Абдулмуслим Мухудинович (2020)[7]
- Абакаров, Хизри Магомедович (2020)[8]
- Алиев, Нурмагомед Алиевич (2015)
- Абдулаев, Ших-Саид Омаржанович (2018)[9]
- Арбулиев, Магомед Гаджиевич (2018)[9]
- Абдулаев, Ахмед Магомедович  (2009)[10]
- Абдулбеков, Загалав Абдулбекович (2015)[11]
- Абдурахманов, Шагав Нурмагомедович (2017)[12]
- Абдулатипов, Рамазан Гаджимурадович
- Амирханов, Хизри Амирханович (2015)[13]
- Алискантов, Запир Антигулович (2021)[14]
- Абдуразаков, Магомед Гитинович (2014)[15]
- Абасов, Багадур Хадисович (2013)[16]
- Алиев, Ванати Шарипович
- Ахкубеков, Шамиль Асадулаевич (2021)[14]
- Ахматов, Ибрагим Магомедович (2017)[17]
- Алиев, Шамиль Гимбатович (2013)[18]
- Алиев, Муху Гимбатович (2010)
- Алипулатов, Ильман Субханович
- Арбуханов, Магомед Абдулаевич (2021)[19]
- Ахмедов, Сайгидахмед Салихович (2021)
- Амирханов, Абдулпатах Гаджиевич  (2022)[19]
- Абдулпатахов, Джамалудин Джамалудинович (2022)[14]
- Абдуразаков, Абдулмуслим Садикович (2023)[20]
- Абакаров, Магомед Абакарович (2023)[20]
- Ахмедов, Багавдин Гаджиевич (2023)[20]
- Азизов, Ахмед Пирмагомедович (2023)[20]
- Баачилов, Магомед Гусейнович (2016)[21]
- Бижанов, Махач Айтберович (2009)[22]
- Будунов, Будун Каримулаевич (2022)[14]
- Батирова, Залму Магомедовна (2022)[14]
- Варламов, Сергей Александрович (апрель 2018)[23]
- Гаджиев, Гаджи Муслимович (2010)
- Гамзатова, Хаписат Магомедовна (2011)[24]
- Газалиев, Абдулажид Исаевич (2017)[25]
- Гасанов, Сафин Магомедович (2017)[26]
- Гасанов, Джамаладин Набиевич
- Газимагомедов, Магомед Гайдарович (2013)[27]
- Гаджимагомедова, Забият Шагархановна (2013)[28]
- Газимагомедов, Магомедрасул Мухтарович (2018)[29]
- Голикова, Татьяна Алексеевна
- Гаджиев, Алибег Ибрагимович (2015)[30]
- Гаджимагомедов, Гитиномагомед Ахмедович (2011)[31]
- Гаджимурадов, Ширухан Умаханович (2020)[32]
- Гаджимагомедов, Муслим Гамзатович (2019)[33]
- Гиндиев, Абдулхалик Муслимович (2013)[18]
- Гитинов, Магомедрасул Аминтазаевич
- Гамзатов, Гамзат Магомедович (2010)[34]
- Газимагомедов, Ризван Казимович
- Гасанова, Муи Рашидовна (2010)[35]
- Газимагомедов, Гамзат Газимагомедович (октябрь 2015)[36]
- Гаджиев, Ибрагимхалил Абдурахманович (2022)[37]
- Гаджиева, Патимат-Загра Гаджиевна (2022)[14]
- Гиндиев, Муслим Абдулхаликович (2022)[14]
- Гайдарбеков, Гайдарбек Абдулаевич (2023)[20]
- Гусейнов, Магомед Абдулкеримович (2023)[20]
- Гаджимагомедов, Салман Таймасханович (2024)[20]
- Дибиров, Магомедбег Дибирмагомедович (2016)[38]
- Джамалудинов, Магомед Казиевич[39]
- Джабраилов, Умахан Алхасович (2019)[40]
- Джахбаров, Билал Халилович (2020)[41]
- Дугричилов, Омар Дугричевич (2020)[42]
- Дзасохов, Александр Сергеевич (ноябрь, 2017)[43]
- Джамалутдинов, Джамалдин Гаджиявович (2019)[44]
- Дибирова, Асият Нажмудиновна (2024)[20]
- Зайнулабидов, Магомед-Гаджи Баширханович (2014)[45]
- Закаева, Айзанат Гамзатовна (2013)[28]
- Загидов, Загид Асмалавович (2024)[20]
- Идрисов, Исхак Абдулкадырович (2009)[46]
- Ибрагимов, Абдулмуъмин Магомедович[47]
- Ибрагимов, Ибрагим Магомедович (2014)[48]
- Ибрагимов, Танка Ибрагимович (2017)[49]
- Ильясов, Зикрула Зиявдинович (2015)[50]
- Инчилов, Гаджи Магомедович (2014)[51]
- Исаев, Магомед Исаевич (2021)[52]
- Исмаилов, Халимбег Батырханович (2021)[19]
- Камилов, Ибрагимхан Камилович (2015)[53]
- Керимов, Магомед Хизриевич (2010)[54].
- Кажлаев, Мурад Магомедович
- Казиев, Шапи Магомедович (апрель 2016)[55]
- Казиев, Гусейн Гусейнович (2016)[56]
- Карачаев, Набиюла Абдулманапович (июль 2016)[57]
- Камалов, Али Ахмедович (2017)[58]
- Керимов, Сулейман Абусаидович (апрель 2013)[59]
- Кихасуров, Магомед Магомедович (2015)[60]
- Кехлеров, Сабир Гаджиметович
- Кулдуев, Айдемир Залбекович (2018)[61]
- Кузнецов, Лев Владимирович (март 2016)[62]
- Магомедов, Абдулла Абдуллаевич (2017)[63]
- Магомедов, Басир Насирович (2023)[64]
- Магомедов, Гази Халияевич (2013)[65]
- Магомедов, Гамидуллах Исмаилович (октябрь 2018)[66]
- Магомаев, Гусейн Сайгидович (2011)[67]
- Магомедов, Джамбулат Мусаевич (2016)[68]
- Магомедов, Зиявудин Гаджиевич (2013)[69]
- Магомедов, Курбанали Магомедович (2018)[70]
- Магомедов, Магомед Алиевич (СОБР) (2021)[14]
- Магомедов, Магомед-Расул Дибирович (2023)[71]
- Магомедов, Магомед Юсупович (2015)[72]
- Магомедов, Магомедали Магомедович (май 2014)[73]
- Мухудинов, Мухудин Садрудинович (2013)[74]
- Магомедов, Набиюла Магомедович (2016)[75]
- Магомедов, Юнус Магомедрасулович (2023)[14]
- Магомедтагирова, Нупайсат Магомаевна (2009)[46]
- Меджидова, Чакар Меджидовна (2023)[20]
- Махулов, Магомед Махулович (2013)[18]
- Муртазалиев, Омар Муртазалиевич (2009)[76]
- Магомедов, Багавдин Магомедович (2016)
- Мачаев, Абдулхалим Абдулазизович (2017)[77]
- Муртазалиев, Омар Магомедович (2015)[48]
- Махачев, Гаджи Нухиевич (2011)
- Муртазалиев, Хаджимурат Омарович (2017)[78]
- Мамаев, Ильяс Ахмедович (2021)[79]
- Магомедалиев, Ухумали Магомедович (2021)[80]
- Махачев, Осман Абдулмаликович (2022)[14]
- Муртазалиев, Абулмуслим Магомедович (2023)[81]
- Муслимов, Магомед Галбацович (2023)[81]
- Максудова, Зада Исалмагомедовна (2024)[20]
- Магомедов, Дибиргаджи Гасанович (2024)[20]
- Нурмагомедов, Абдулманап Магомедович (5 декабрь 2019)
- Нурмагомедов, Хабиб Абдулманапович (2018, 5 декабрь 2019) — дважды кавалер ордена
- Нурмагомедов, Иса Магомедович (апрель 2016)[82].
- Набиев, Энвер Альбертович (ноябрь 2022)[83]
- Нажмудинов, Курбан Магомедович (2017)[84]
- Нажмудинов, Касум Гусейнович (2013)[85]
- Османов, Абдурахман Османович (2010)[86]
- Османов, Ахмед Ибрагимович (2014)[87]
- Патхулаев, Магомед Малачевич (2015)[88]
- Пейзулаев, Сайрудин Кудуевич (2023)[81]
- Путин, Владимир Владимирович (сентябрь 2014)[89]
- Рабаданов, Муртазали Хулатаевич (апрель 2014)[90]
- Садулаев, Абдулрашид Булачевич — дважды кавалер ордена
- Саадуев, Юнус Магомедович (октябрь 2019)[91]
- Садулаев, Магомед Мухтарович[92]
- Сайгидов, Али-Гаджи Магомедович (2016)
- Сахаватов, Сахават Запмирович (2021)[93]
- Саидов, Гаджимурад Магомедович (2016)[94]
- Сайпулаев, Магомед Ибрагимович (2017)[95]
- Сулейманов, Магомед Валибагандович (май 2014)[96]
- Тинамагомедов, Магомед Тинамагомедович (2012)[97]
- Тихилов, Рашид Муртузалиевич (2017)[98]
- Толбоев, Магомед Омарович (2011)[99]
- Толбоев, Тайгиб Омарович
- Умаханов, Сайгидпаша Дарбишевич[100]
- Уцумиев, Магомед Пазуевич (2016)[101]
- Хайбулаев, Сиражудин Магомедович (2010)[102]
- Халитов, Магомед Халитович (2010)[102]
- Хлопонин, Александр Геннадиевич (сентябрь 2015)[103]
- Хочбаров, Загид Гаджиевич (8 декабря 2016)[104][105]
- Хожоков, Абдусалам Асадулаевич (2021)
- Хайбулаев, Магомед Хайбулаевич (2021)[19]
- Халиков, Марат Хизриевич (2022)[37]
- Халидов, Нажмудин Асфизонович (2009)[106]
- Хадулаев, Мутай Хадулаевич (2021)[107]
- Чалаев, Ширвани Рамазанович
- Шахов, Шахабас Курамагомедович (2016)[108]
- Шайдаев, Гаджи-Курбан Гаджиевич (май 2012)[109]
- Шапиев, Сиябшах Магомедович (2015)[110]
- Шаймиев, Минтимер Шарипович (апрель 2017)[111]
- Шахнавазов, Рамазан Абдусамадович
- Шабанов, Магомед Гаджиевич (2013)[112]
- Шихсаидов, Хизри Исаевич
- Шукюров, Адалят Закир оглы[113]
- Шайхулисламов, Ахмеднаби Омарович (2023)[81]
- Шахбулатова, Мадинат Абдулхаликовна (2024)[20]
- Это’о, Самюэль (март 2014)[114]
- Юсупов, Магомед Юсупович (2010)[115]
- Ясулов, Камиль Гаджиевич (2016)[116]